# Lydia Maria Child

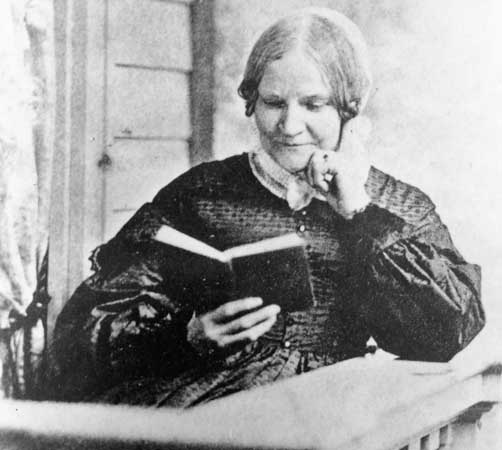
Lydia Maria Child, um 1870

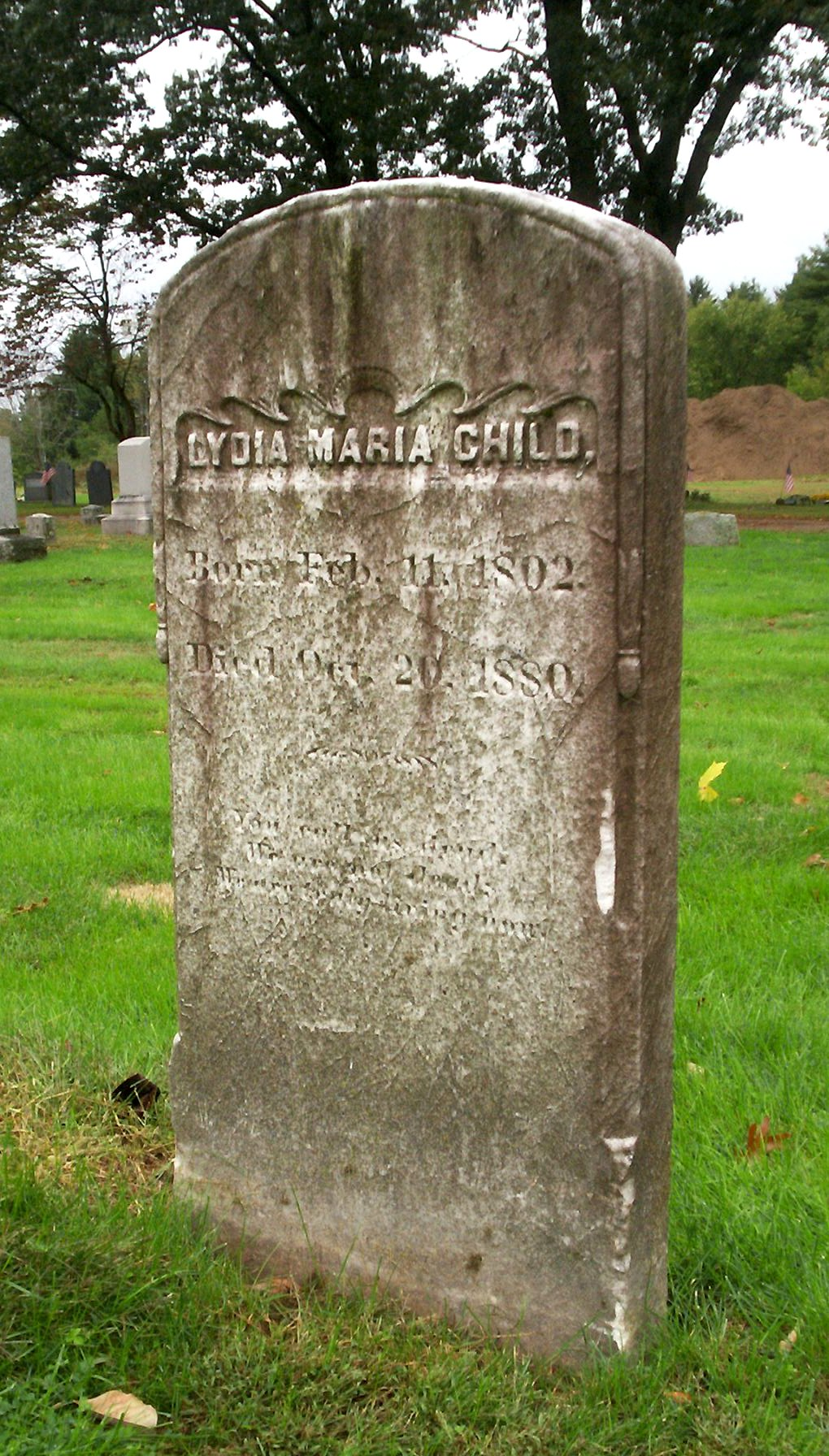
Childs Grab in Wayland

Lydia Maria Child (* 11. Februar 1802 in Medford, Massachusetts, als Lydia Maria Francis; † 20. Oktober 1880 in Wayland, Massachusetts) war eine US-amerikanische Schriftstellerin, Abolitionistin und Frauenrechtlerin.

## Leben und Werk
Schon früh der literarischen Tätigkeit, besonders der pädagogischen Schriftstellerei, zugewandt, hat Child eine große Reihe von Schriften zur Erziehung, Ausbildung und Veredelung des weiblichen Geschlechts veröffentlicht, die große Verbreitung fanden. Von ihren zahlreichen Erzählungen sind Hobomok, an Indian Story, eine Liebesgeschichte über einen Indianer und eine Weiße, der Roman Philothea, Looking Toward Sunset, Romance of the Republic (1867), und von ihren übrigen Schriften die History of the Condition of Women (1835) und besonders The Progress of Religions Ideas Through Successive Ages (neue Ausgabe 1870, drei Bände) die bekanntesten. Auch für die Sache der Sklavenemanzipation war sie seit 1833 unermüdlich tätig, namentlich in dem Appeal for that Class of Americans Called Africans, den Letters from New York (1843) und The Right Way the Safe Way (1861).

## Werke (Auswahl)
- Hobomok: A tale of Early Times, by an American, 1824
- The Rebels, 1825
- Juvenile Miscellany, 1826
- The Frugal Housewife, 1829
- An Appeal in Favor of that Class of Americans Called Africans, 1833
- Letters from New York, 1843
- Fact and Fiction. A Collection of Stories. 1847.[1]
- The Progress of Religious Ideas through Successive Ages. New York 1855.[2]
- The Right Way the Safe Way, 1861
- Looking Toward Sunset, 1864
- The Freedmen’s Book, 1865
- An Appeal for the Indians, 1868